# الحرب الأنجلو-شيروكية
عُرفتالحرب الأنجلو-شيروكية (1758-1761؛ بالشيروكية: «الحرب مع أصحاب المعاطف الحمراء» أو «الحرب مع الإنجليز»)، من المنظور الأنجلو-أوروبي باسم الحرب الشيروكية أو الانتفاضة الشيروكية أو التمرد الشيروكي. كانت الحرب نزاعًا بين القوات البريطانية في أميركا الشمالية وقبائل الشيروكي الهندية أثناء الحرب الفرنسية والهندية. كان البريطانيون وقبائل الشيروكي حلفاء في بداية الحرب، ولكن شك كل طرف في خيانة الطرف الآخر. ازدادت حدة التوترات بين المستوطنين الأمريكيين-البريطانيين وقبائل الشيروكي خلال خمسينيات القرن الثامن عشر، وبلغت ذروتها في الأعمال العدائية المفتوحة في 1758.

## استهلال
انقلبت قبائل الشيروكي على حلفاءهم البريطانيين بعد تأييد مقاطعة كارولينا في حرب توسكارورا 1711–1715، عند اندلاع حرب ياماسي 1715–1717، لحين تبديل ولائهم مرة أخرى، في منتصف الحرب. ضَمن هذا الإجراء هزيمة ياماسي. وظلت قبائل الشيروكي حليفة للبريطانيين حتى الحرب الفرنسية والهندية.
كان الشيروكي حلفاء لبريطانيا، عند اندلاع الحرب عام 1754، وشاركوا في حملات ضد حصن دوكين (في بيتسبرغ، بنسلفانيا) والشاوني في ولاية أوهايو. في عام 1755، أقامت فرقة من الشيروكي قوامها 130 فردًا بقيادة أوستيناكو (أوستاناكوا) من تامالي (توموتلي) مقرًا في بلدة محصنة عند مصب نهر أوهايو بأمر من الإيراكوي (الذين كانوا أيضًا حلفاء للبريطانين).
زار مندبون فرنسيون من حصن تولوز الأوفرهيل الشيروكي (الشعب الشيروكي) على نهري هواسي وتيليكو لعدة سنوات، وتمكنوا من صنع علاقات في تلك المناطق. كان أقوى زعماء الشيروكي المؤيدين للفرنسيين هم مانكيلر (أوتسيديهي-قاتل الرجال) من تاليكوا (سهول تيليكو)، وقيصر شاتوغا القديم (أو ساتوغي، شاتوغا)، وريفن (كالانو-الغراب الأسود) من أيوهواسي (هواسي). كان كونوكوتوكو (المسمى «أولد هوب»)، «الرجل المحبوب الأول» (أو أوكو) في الأمة، مؤيدًا جدًا للفرنسيين، وكذلك ابن أخيه، كونوكوتوكو («ستاندينغ توركي»)، الذي خلفه عند وفاته عام 1760.
أعادت مجموعة من المسكوكي احتلال الموقع السابق لقبيلة كوسا بقيادة بيغ مورتر (يايتوسيتنج) عام 1759، وذلك بدعم من قبائل الشيروكي الموالية للفرنسيين، والتي أقامت آنذاك في غريت تيليكو وشاتوغا. وكانت هذه خطوة نحو تحالفه المقرر مع المسكوكي، والشيروكي، والشاوني، والتشيكاساو، وكاتاوبا (والذي كان ليصبح الأول من نوعه في الجنوب). ورغم أن مثل هذا التحالف لم يظهر حتى أيام جارّ الزورق (دراغينغ كانو)، كان بيغ مورتر مازال يرقى إلى قائد مسكوكي بعد الحرب الفرنسية والهندية.

## المراحل المبكرة
اندلعت الحرب الأنجلو-شيروكية عام 1758 عندما هاجمت ميليشيا فرجينيا مويتوي (آمو-أدواهي) في سيتيكو انتقامًا لسرقة الشيروكي المزعومة لبعض الخيول. رد مويتوي على هذا بقيادة غارات انتقامية على نهري يادكين وكتاوبا في كارولينا الشمالية، نجم عن ذلك آثار متعاقبة انتهت بمقتل 23 رهينة شيروكية في حصن الأمير جورج قرب كيوي ومذبحة حامية حصن لودون قرب تشوتا (ايتساتي).
أدت هذه الأحداث إلى حرب لم تنتهي حتى عام 1761. قاد الشيروكي أغانستاتا من تشوتا، وأتاكولاكولا (أتاغوغالو) من تاناسي، أوستيناكو من توموتلي، ووهاتشي (وايتسي) من المدن السفلى وراوند أو من المدن الوسطى.
سعى البريطانيون للحصول على مساعدة الشيروكي ضد الفرنسيين وحلفائهم الهنود، خلال السنة الثانية من الحرب الفرنسية والهندية.
امتلك الإنجليز تقاريرًا، أثبتت دقتها، تشير إلى أن الفرنسيين كانو يخططون لبناء حصون في الأراضي الشيروكية (كما بنوا حصن تشارليفيل مسبقًا في غريت سولت ليك على نهر كمبرلاند؛ وحصن تولوز، بالقرب من مونتمري المعاصرة، ألاباما؛ وحصن روزالي في ناتشيز، ميسيسيبي؛ وحصن سانت بيير في يازو المعاصرة، ميسيسيبي؛ وحصن تومبكبي على نهر تومبغبي)؛ وبمجرد موافقة الشيروكي على أن يكونوا حلفاؤهم، سارع البريطانيون إلى بناء حصون لهم في الأراضي الشيروكية، فاستكملوا حصن الأمير جورج بالقرب من كيوي في ولاية كارولينا الجنوبية (بين المدن السفلى)؛ وحصن لودون (بالقرب من تشوتا عند مصب نهر تيليكو) في عام 1756. وعند بناء الحصون، قدم الشيروكي نحو 700 محارب للقتال في غرب ولاية فرجينيا بقيادة أوستيناكو. وقاد أوكونوسوتا وأتاكولاكولا مجموعة كبيرة أخرى لمهاجمة حصن تولوز.
شاركت قبائل الشيروكي عام 1758 في الاستيلاء على حصن دوكين (بيتسبرغ، بنسلفانيا المعاصرة). لكنهم شعروا بأن جهودهم غير مقدرة. أثناء سفرهم عبر فرجينيا، في طريقهم إلى موطنهم، قتل الفرجينيون عدد من الشيروكي. وعِد الشيروكي بالإمدادات، لكنهم أساؤوا فهم مكان الحصول عليها. فأخذوا بعض الخيول معتقدين أنها من حقهم، لذا قتل بعض الفرجينيين العديد منهم وسلخوا فروة رأس ما بين 30 و40 شيروكي. ادعى الفيرجينيون لاحقًا أن سلخ فروة الرأس الشيروكي مثل سلخ فروة الشاوني وحصلوا على المكافآت على ذلك.

## الحرب
بينما كان بعض زعماء الشيروكي ما يزالوا يدعون للسلام، قاد آخرون غارات انتقامية على المستوطنات الرائدة النائية. أعلن الشيروكي في نهاية المطاف حربًا مفتوحة ضد البريطانيين عام 1759. انتقل عدد من المسكوكي بقيادة بيغ مورتر إلى كوساوايتي. الذين كانوا حلفاء للفرنسيين منذ فترة طويلة لدعم الفرقة الشيروكية المناصرة لفرنسا والتي تمركزت في غريت تيليكو.
حظر حاكم كارولينا الجنوبية، ويليام هنري ليتلتون، جميع شحنات البارود إلى الشيروكي وشكل جيشًا من 1,100 رجل تقدموا لمواجهة المدن السفلى الشيروكية. وفي محاولة يائسة للحصول على ذخيرة لصيد الخريف والشتاء، أرسلت الأمة وفدًا من الزعماء المعتدلين للتفاوض. أُسر تسعة وعشرين زعيمًا وأُرسلوا إلى حصن الأمير جورج، بحراسة الجيش المحلي. اعتقد ليتلتون أن هذا سيضمن السلام.
عاد الحاكم ليتلتون إلى تشارلستون، لكن كان الشيروكي ما يزالوا غاضبين، واستمروا في مهاجمة المستوطنات الحدودية في عام 1760. في فبراير 1760، هاجموا حصن الأمير جورج في محاولة لإنقاذ رهائنهم. قُتل قائد الحصن. ذبح بديله جميع الرهائن وصد الهجوم. هاجم الشيروكي أيضًا حصن ناينتي سيكس، لكنه صمد أمام الحصار.
وسّع الشيروكي حملتهم الانتقامية في كارولينا الشمالية، حتى أقصى الشرق في منطقة ونستون-سالم المعاصرة. صد الجنرال هيو واديل الهجوم على حصن دوبس في كارولينا الشمالية. ومع ذلك، سقطت المستوطنات الأقل شأنًا في شمال وجنوب كارولينا بسرعة في غارات الشيروكي.
ناشد الحاكم ليتلتون القائد البريطاني في أمريكا الشمالية جيفري أمهيرست لتقديم المساعدة. فأرسل أمهيرست أرشيبالد مونتغمري مع جيش قوامه 1,200 جندي (الاسكتلنديون الملكيون ومونتغمري هايلاندرز) إلى كارولينا الجنوبية. دمرت حملة مونتغمري بعض المدن الشيروكية السفلى، بما في ذلك كيوي. وانتهت بهزيمة معركة معبر إكوي (إتسي) عندما حاول مونتغمري الدخول إلى أراضي المدن الوسطى. وفي وقت لاحق من عام 1760، هزم الأوفرهيل الشيروكي المستعمرين البريطانيين في حصن لودون واستولوا عليه.
استبدل ضابط الجيش البريطاني جيمس غرانت في 1761 بالمونتغمري. وقاد جيشًا من 2,600 رجل (أكبر قوة لدخول جبال الأبالاش الجنوبية حتى تاريخه) ضد الشيروكي. وتحرك جيشه عبر المدن السفلى وهزم الشيروكي في معركة معبر إكوي، وواصل هدم حوالي 15 بلدة متوسطة وحرق حقول المحاصيل على طول الطريق.